# Лос Бласкес
Лос Бласкес (на испански: Los Blázquez) е населено място и община в Испания. Намира се в провинция Кордоба, в състава на автономната област Андалусия. Общината влиза в състава на района (комарка) Вале дел Гуадиято. Заема площ от 102 km². Населението му е 728 души (по преброяване от 2010 г.). Разстоянието до административния център на провинцията е 97 km.

## Демография
| 1996 | 1998 | 1999 | 2000 | 2001 | 2002 | 2003 | 2004 | 2005 | 2006 |
| ---- | ---- | ---- | ---- | ---- | ---- | ---- | ---- | ---- | ---- |
| 716  | 712  | 726  | 714  | 702  | 688  | 681  | 693  | 780  | 897  |